# 헤일 망원경

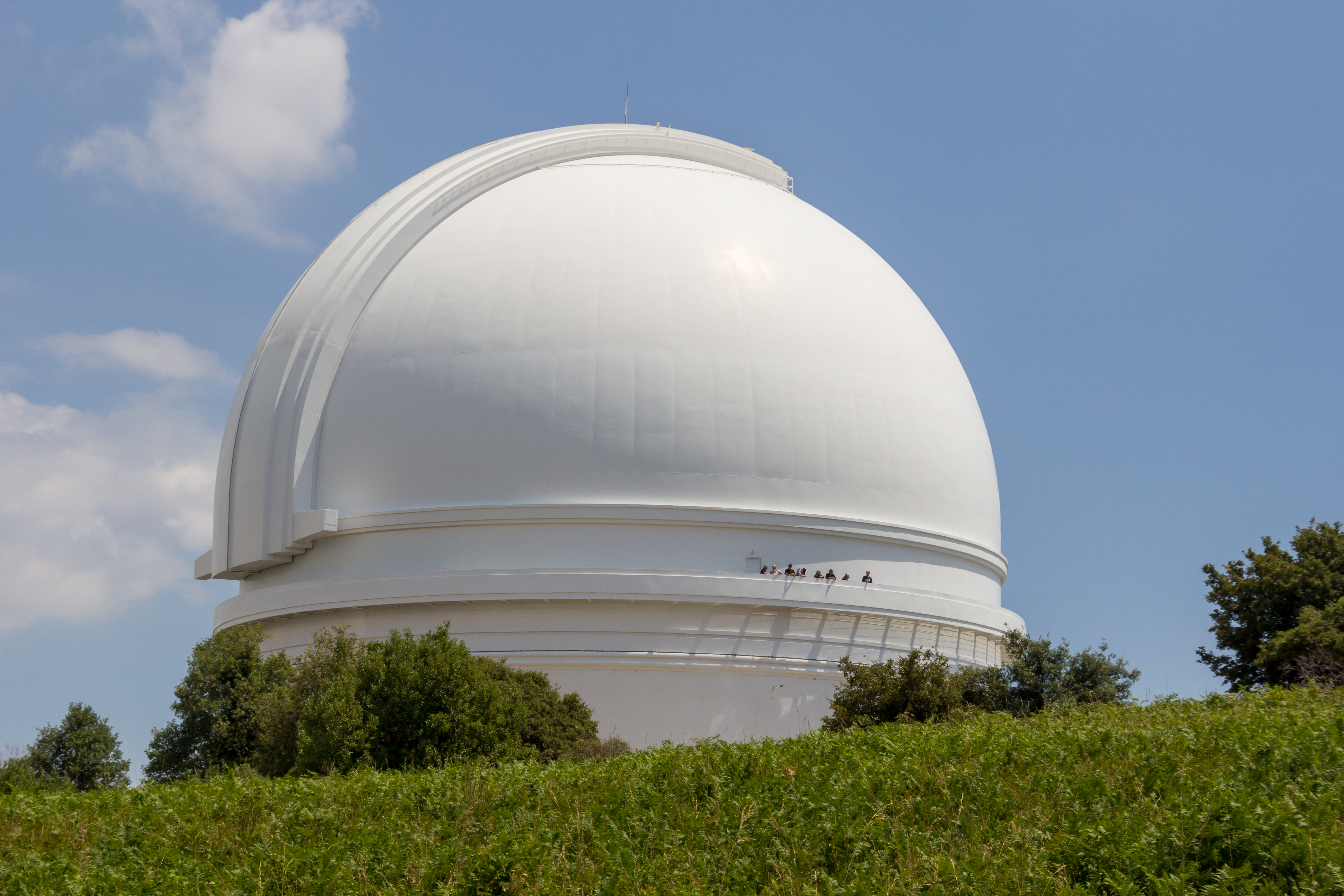
헤일 망원경

헤일 망원경(Hale Telescope)은 미국 캘리포니아주 샌디에고군 팔로마 천문대에 있는 200인치(5.1m), f/3.3 반사 망원경으로 천문학자 조지 엘러리 헤일(George Ellery Hale)의 이름을 따서 명명되었다. 1928년 록펠러 재단의 자금 지원을 받아 그는 천문대의 계획, 설계 및 건설을 조율했지만 프로젝트는 20년이 걸렸기 때문에 그는 그 공사가 시작되는 것을 보지 못하고 죽었다. 헤일은 두 번째로 큰 망원경의 직경을 두 배로 늘려 당시로서는 획기적인 제품이었으며, 망원경 마운트 설계와 대형 알루미늄 코팅 "벌집형" 저열팽창 파이렉스 거울의 설계 및 제작에서 많은 신기술을 개척했다. 1949년에 완성되어 아직도 활발하게 사용되고 있다.
헤일 망원경은 30년 넘게 대형 광학 망원경을 제작하는데 있어 기술적 한계를 대표했다. 1949년 건설부터 1976년 소련 BTA-6이 건설될 때까지 세계에서 가장 큰 망원경이었으며, 1993년 하와이에 W. M. 켁 천문대 켁 1(Keck 1)이 건설될 때까지 두 번째로 큰 망원경이었다.